# Paul Lordon
Pour les articles homonymes, voir Lordon.
Paul Lordon, né le 12 novembre 1854 à Rouen et mort le 26 mars 1934 à Eaubonne, est un journaliste et auteur dramatique français du XIXe siècle, un des fondateurs du Syndicat national des journalistes (1918).

## Biographie
Journaliste sous le pseudonyme de Diablotin à l'Écho de Paris où il est chargé de la critique théâtrale, ami d'Alphonse Allais, secrétaire du Théâtre de la Porte-Saint-Martin, il était responsable du courrier des théâtres aux Annales du théâtre et de la musique et écrivit aussi pour La Patrie (1903) et Le Petit Journal.
On lui doit quelques pièces de théâtre sur des musiques, souvent, de Lucien Poujade, telle La Guerre des femmes, une comédie lyrique en trois actes et cinq tableaux tirée du roman du même nom d'Alexandre Dumas.